# Řečkovický prolom
Řečkovický prolom je geomorfologický okrsek o rozloze 19,38 km² náležející do podcelku Řečkovicko-kuřimský prolom, v rámci nějž spadá do Bobravské vrchoviny. Jedná se o úzkou sníženinu převážně na území Brna, protáhlou ve směru severoseverozápad až jihojihovýchod. Prolom vznikl na vyvřelinách brněnského plutonu jako součást systému neogenních podmořských kaňonů. Dno prolomu je vyplněno miocenními usazeninami (spraše) a je od okolí ostře ohraničeno vrcholy pokleslých ker (mendipy) z hornin brněnského plutonu. Nejvyšším bodem je mendip Šiberná s výškou 358,8 m n. m. mezi Kuřimí a Českou.
Územím protéká od severu k jihu říčka Ponávka, jež v severní části kopíruje okraj prolomu a v jižní částí se stáčí od západu k východu. Celá oblast Řečkovického prolomu byla v minulosti značně ovlivněna činností člověka a dnes je z převážné části urbanizovaným územím. V prostoru prolomu se nachází brněnské části Veveří, Ponava, Královo Pole, Medlánky, Řečkovice, obec Česká a část Lelekovic.